# Юні титани, вперед!
«Юні титани, вперед!» (англ. Teen Titans Go!) — американський анімаційний телесеріал, розроблений Аароном Хорватом та Майклом Єленічем для Cartoon Network. Прем'єра відбулася 23 квітня 2013 року і заснована на вигаданій команді супергероїв DC Comics. Серіал був анонсований після популярності шортів DC Teens New Teen Titans.